# إدواردو غوميز (ممثل)
إدواردو غوميز (بالإسبانية: Eduardo Gómez) هو ممثل إسباني، ولد في 27 يوليو 1951 بمدريد في إسبانيا.

## وصلات خارجية
- إدواردو غوميز على موقع IMDb (الإنجليزية)
- إدواردو غوميز على موقع ألو سيني (الفرنسية)
- إدواردو غوميز على موقع تيرنر كلاسيك موفيز (الإنجليزية)
- إدواردو غوميز على موقع أول موفي (الإنجليزية)
- إدواردو غوميز على موقع قاعدة بيانات الأفلام السويدية (السويدية)
- إدواردو غوميز على موقع قاعدة بيانات الفيلم (الإنجليزية)
- إدواردو غوميز على موقع كينوبويسك (الروسية)